# Pettyes kajmánhal
A pettyes kajmánhal (Lepisosteus oculatus) a csontos halak (Osteichthyes) főosztályának kajmánhal-alakúak (Lepisosteiformes) rendjébe és a kajmánhalfélék (Lepisosteidae) családjába tartozó faj.

## Előfordulása
Észak-Amerika tavaiban és folyóiban honos.

## Megjelenése
Testhossza maximum 112 centiméter, testtömege elérheti a 4440 grammot.

## Életmódja
Halakkal és rákokkal táplálkozik.